# گیتلده
گیتلده (به آلمانی: Gittelde) یک منطقهٔ مسکونی در آلمان است که در باد گروند (هارز) واقع شده‌است.
 گیتلده  ۱٬۹۲۶ نفر جمعیت دارد.